# WALK (военная медицина)

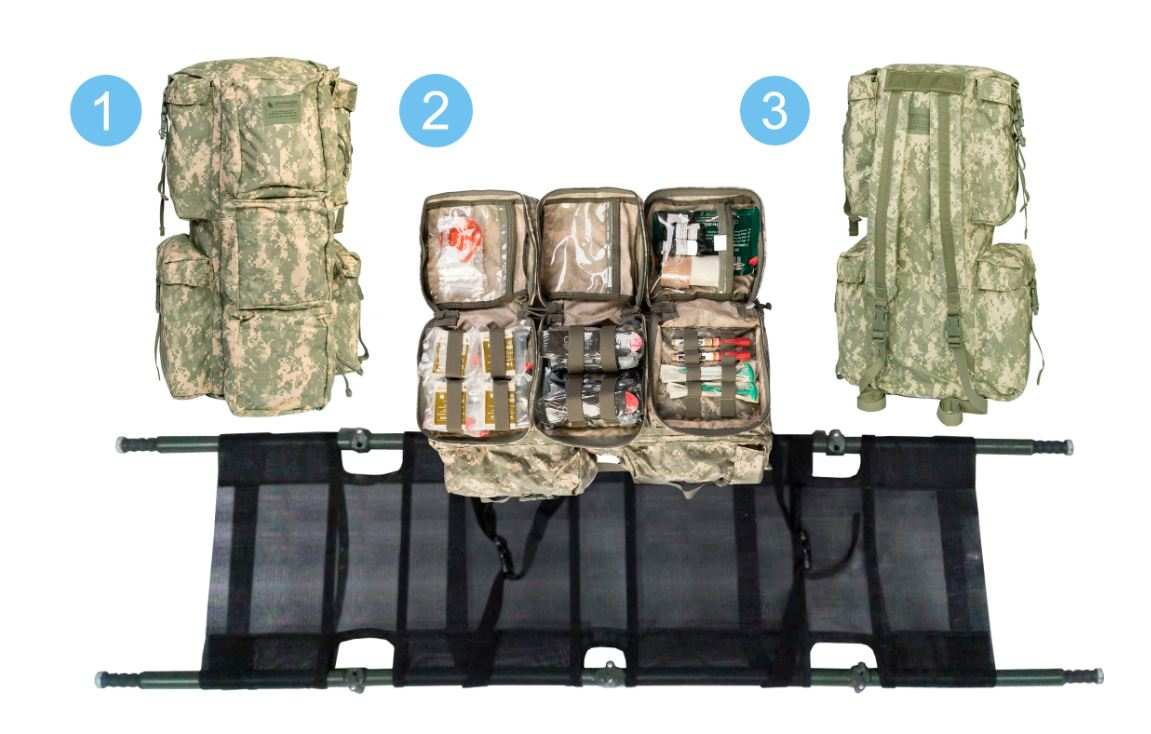
Warrior Aid and Litter Kit. 1. Вид спереди; 2. Рюкзак открыт, носилки извлечены из рюкзака и разложены в рабочее положение; 3. Вид сзади.

WALK — (аббревиатура от англ: Warrior Aid and Litter Kit — «Войсковой Набор Медицинской Помощи и Транспортировки») — стандартный спасательный комплект для транспортных средств Армии США.
WALK позволяет оказать первую помощь и немедленную эвакуацию одного раненого, а также позволяет оказать помощь нескольким другим пациентам с ранами или травмами до прибытия дополнительного транспорта. Соответствует протоколам оказания помощи на поле боя M.A.R.C.H./ TCCC. Совместим с любым стандартным или нестандартным средством TACEVAC. Представляет собой построенный вокруг жестких складных носилок Talon 90C рюкзак с карманной системой, в которой находятся медицинские принадлежности, предназначенные для борьбы с кровотечением конечностей, повреждением грудной клетки (открытый пневмоторакс) и другими ранами.
В комплект входят:
- Рюкзак

IV пакет с физраствором, для переливания пациенту, в комплект входят трубки и катетер.
- Смотровые перчатки нитриловые Black Talon — 5 пар. Предпочтительно надевать сразу две пары, одну пару поверх второй, нарисовав крест на тыльных сторонах кистей первой пары. Если верхние перчатки порвутся — крест становится виден, и следует усилить осторожность, так как осталась лишь одна пара перчаток
- Назальный воздуховод 28F со смазкой — 2 штуки. Необходим для восстановления проходимости дыхательных путей. Это гибкая латексная трубка, используемая для ввода в носовой проход. При потере сознания язык может запасть, что вызовет удушье. Введение воздуховода в носовую полость при ранении позволяет сохранить жизнь пострадавшего, создавая независимый воздуховодный канал для дыхания.
- Сумка для аварийного снаряжения — 1 штука
- Окклюзионный грудной пластырь (Chest Seal) — 2 штуки — применяется для герметизации проникающих ранений грудной клетки (открытом пневмотораксе).
- Набор для декомпрессии с иглой ARS (14 G x 3,25 дюйма) — 2 штуки. Специальная игла с катетером для декомпрессии грудной клетки — ARS (Air Release System). Применяется для удаления воздуха из плевральной полости грудной клетки (напряженного пневмоторакса).
- Жгут для остановки артериального кровотечения CAT (англ: Combat Application Tourniquet) — 2 штуки. В отличие от жгута Эсмарха, может накладываться одной рукой. Обеспечивает контролируемое сжатие и ослабление, может накладываться прямо на одежду.
- Травматическая повязка, 6 дюймов — 6 штук. Так называемый «Израильский бандаж» — заменяет собой давящую повязку и индивидуальный перевязочный пакет. Благодаря уникальной конструкции бандаж накладывается даже одной рукой (что актуально при ранении пострадавшего в одну из рук) без вспомогательных средств.
- Бинт для тампонады (S-Rolled Gauze) — 4 штуки. Рулон высококачественной хлопковой марли, в вакуумной упаковке для стерильности и компактности, предназначен для остановки кровотечений и перевязки ран.
- Перевязочный пакет для неотложной помощи при травмах брюшной полости ETD — 1 штука
- Шина SAM II — 2 штуки. Тонкая шина, изготовленная из алюминия, покрытого с обеих сторон изолирующим материалом. Применяется для обездвиживания конечностей при переломах и вывихах.
- Ножницы парамедицинские (также встречается наименование «тактические ножницы») — предназначены для быстрого и безопасного разрезания одежды на пострадавшем для оперативного доступа к ране.
- Лейкопластырь хирургический в рулоне шириной 50мм — 2 штуки
- Многоцелевой пластырь GeckoGrip — 1 штука
- Справочная карточка пострадавшего — 1 штука
- Индивидуальная карточка пострадавшего — 2 штуки
- Сигнальная панель оранжевого цвета — 1 штука
- Складные носилки Talon 90C — 1 штука
- Набор для предотвращения переохлаждения — 1 штука. Специальное покрывало. Имеет прочную внешнюю оболочку, изготовленную из четырёхслойной композитной ткани с защищенным непроводящим тепло слоем. По периметру покрывала имеются застёжки-липучки, отстегивая которые в нужном месте, можно получить быстрый 360-градусный доступ к пострадавшему с минимальным раскрытием остального тела. Покрывало также имеет встроенный капюшон, прокладку для впитывания жидкости и конусообразную форму сверху вниз, чтобы максимизировать изотермические характеристики. Источником тепла является самонагревающийся активируемый кислородом вкладыш, рассчитанный на 6 часов непрерывного сухого жара при температуре 41 градусов Цельсия. (внешний источник питания не требуется). Комплект упакован в вакуумную упаковку[3].
- Привязные ремни для транспортировки — 4 штуки

## Аналоги в других странах
- СВВ — табельный модульный комплект для оказания первой врачебной помощи 30 раненым и поражённым.
- Аптечка войсковая — табельное оснащение единиц колесной и гусеничной техники в Вооруженных Силах РФ.